# NGC 2995
NGC 2995 je zvjezdana skupina u zviježđu Jedru.

## Vanjske poveznice
- SEDS: NGC 2995